# Distrikt Kibaale
Kibaale (manchmal auch Kibale) ist ein Distrikt (district) in West-Uganda mit 108.357 Einwohnern. Wie fast alle Distrikte von Uganda ist er nach seinem Hauptort benannt.

## Geographie
Kibaale grenzt an die Distrikte Hoima im Norden, Kyankwanzi und Mubende im Osten, Kabarole, Kyegegwa und Kyenjojo im Süden sowie den Albertsee im Westen. Seine Südliche Grenze wird durch den Fluss Muzizi gebildet. Der Distrikt dehnt sich auf einem zentralen Plateau mit einer Höhe von 680 bis 1500 Metern aus.

### Klima
Das Klima ist tropisch mit einem relativ sicheren Niederschlag, welcher zwischen 1000 mm und 1500 mm liegt. Deshalb gibt es mindestens zwei Anbauperioden im Jahr. Die Regenzeiten von September bis Dezember sowie von März bis Mai werden von zwei Trockenzeiten abgefangen.

## Politik

### Gliederung
Der Distrikt gliedert sich in drei Countys.

## Bevölkerung
Aufbauend auf der Volkszählung 2002 hat Kibaale eine Bevölkerung von 108.357 Menschen im Jahr 2007. Davon sind 53.844 (entspricht 49,7 %) männlich und 54.513 (entspricht 50,3 %) weiblich. Die geschätzte Wachstumsrate liegt bei 4,1 %.

### Ethnien und Religion
Kibaale ist ein sozial unterschiedlicher Distrikt mit mehr als 32 registrierten ethnischen Gruppen, aber nur die Hälfte der Bevölkerung ist Banyoro. Der Rest sind Immigranten. Etwa 60 % sind katholisch, 30 % gehören zur „Church of Uganda“ und 3 % sind Muslime. Der Distrikt ist wie in West-Uganda üblich überwiegend ländlich – entsprechend der geringen Bevölkerungsdichte von 26,6 Einwohnern je Kilometer.

## Wirtschaft und Infrastruktur

### Landwirtschaft
Die Landwirtschaft bildet wie in den anderen Distrikten allgemein auch die Einkommens- und Lebensgrundlage und bietet für 80 % der Menschen Arbeit. Die restlichen arbeiten vor allem in der Viehhaltung.

### Verkehrswege
Der Distrikt ist neben einigen Straßen, der Luft und Wasserwegen an die nationale Eisenbahnlinie, welche in dem Distrikt momentan außer Betrieb ist, angeschlossen. Kibaale hat ein Netz aus ca. 415 km Zubringerstraßen und ca. 600 km Gemeindestraßen.